# Valle del Sol (Argentina)
Valle del Sol es una localidad ubicada en el distrito Potrerillos, departamento Luján de Cuyo, provincia de Mendoza, Argentina. 
Se encuentra a la vera de la Ruta Provincial 89, la cual constituye su principal vía de comunicación vinculándola al norte con Potrerillos y al sur con Tupungato.
Se desarrolla a lo largo de la quebrada del río Blanco, en una zona turística de alto crecimiento. Dentro de la quebrada, Valle del Sol es la localidad con mayor índice de residencias turísticas, con un 24%; a su vez hay un 8% de viviendas nuevas, lo que da una idea de lo explosivo de su crecimiento.